# Francisco Antonio de Carrandi y Menán
Francisco Antonio de Carrandi y Menán (Colunga, c. 1679-Cartago, 22 de octubre de 1741), gobernador interino de la Audiencia de Guatemala y alcalde mayor de Sonsonate.
Fue hijo de Mateo Carrandi y Catalina de Menán y Suárez. Hermano suyo fue don Pedro de Carrandi y Menán, quien casó con María de Quezada y Ojeda.
Casó con Francisca Antonia de Cienfuegos e Itubain, hija del capitán Baltasar Díaz de Cienfuegos, capitán de las Minas del Corpus y alcalde mayor de Sonsonate, y Mariana Itubain y Urzúa.

## Carrera militar
Ingresó en el ejército en 1705 como cadete en el regimiento de infantería española de Toro, y después pasó al regimiento de infantería española de Galicia, hasta 1709. Estuvo en el sitio de Alcántara, en la defensa de Badajoz y la recuperación de Ciudad Rodrigo. Pasó a América en 1711 como criado del capitán Baltasar Díaz de Cienfuegos, que había sido nombrado como alcalde mayor de Sonsonate y con cuya hija se casó más tarde. Tuvo a su cargo la custodia del puerto de Acajutla, debido a la amenaza de piratas.  

## Alcalde mayor de Sonsonate
Debido a la muerte de su suegro, y cuando se encontraba en España, el 18 de octubre de 1720 fue nombrado alcalde mayor de Sonsonate. Viajó a América en 1721 y ejerció el cargo por doce años, hasta 1733.

## Gobernador de Costa Rica
El 1 de septiembre de 1736 el presidente de la Real Audiencia de Guatemala lo nombró Gobernador interino de Costa Rica, cargo del que tomó posesión el 24 de diciembre de 1736. 
Se le encargó efectuar un reconocimiento de la costa caribeña para localizar un punto adecuado para la construcción de un fuerte. El 17 de septiembre de 1737 partió de Cartago con 71 personas, incluyendo una compañía de infantería, y el 2 de octubre, después de un trabajoso viaje, llegó a la boca del río Matina. Regresó a Cartago el 15 de octubre, tras haber enfrenatado múltiples peripecias. El Gobernador, que escribió un detallado e interesante diario de la expedición, volvió con una muñeca dislocada; otros de los expedicionarios sufrían de llagas y varios se habían ahogado en el paso de los ríos. 
De fines de 1737 a principios de 1738 Carrandi estuvo enfermo de consideración y se hizo interinamente cargo del poder el sargento mayor Francisco de la Madriz Linares y Barredo, alcalde primero de Cartago y teniente de gobernador .
Por haber exigido a un sacerdote el pago de derechos por la exportación de una partida de mulas, de los cuales estaba exento el clero, fue separado de su cargo el 15 de abril de 1739 por la Real Audiencia de Guatemala, y el 13 de julio entregó el mando a su sucesor Francisco de Olaechea y Garaycoechea.